# العلاقات البرازيلية السنغافورية
العلاقات البرازيلية السنغافورية هي العلاقات الثنائية التي تجمع بين البرازيل وسنغافورة.

## مقارنة بين البلدين
هذه مقارنة عامة ومرجعية للدولتين:
| وجه المقارنة                                              | البرازيل | سنغافورة                                                             |
| --------------------------------------------------------- | --- | -------------------------------------------------------------------- |
| المساحة (كم2)                                             | 8.52 مليون | 719                                                                  |
| عدد السكان (نسمة)                                         | 202.66 مليون | 5.89 مليون                                                           |
| الكثافة السكانية (ن./كم²)                                 | 23.79 | 819.19 ألف                                                           |
| العاصمة                                                   | برازيليا، ريو دي جانيرو | سنغافورة                                                             |
| اللغة الرسمية                                             | برتغالية برازيلية، Brazilian Sign Language ‏ | لغة إنجليزية، اللغة الملايو، اللغة الصينية القياسية، اللغة التاميلية |
| العملة                                                    | ريال برازيلي، كروزيرو ريال برازيلي ‏، كروزيرو البرازيلية (1990–1993)، البرازيلي كروزادو نوفو، كروزادو برازيلي، cruzeiro ‏، كروزيرو البرازيلية (1942–1967)، الريال البرازيلي (قديم) | دولار سنغافوري                                                       |
| الناتج المحلي الإجمالي (بليون دولار)                      | 2.06 تريليون | 323.91 مليار                                                         |
| الناتج المحلي الإجمالي (تعادل القوة الشرائية) بليون دولار | 3.22 تريليون | 472.59 مليار                                                         |
| الناتج المحلي الإجمالي الاسمي للفرد دولار أمريكي          | 8.54 ألف | 52.89 ألف                                                            |
| الناتج المحلي الإجمالي للفرد دولار أمريكي                 | 15.89 ألف | 82.76 ألف                                                            |
| مؤشر التنمية البشرية                                      | 0.754 | 0.925                                                                |
| رمز المكالمات الدولي                                      | +55 | +65                                                                  |
| رمز الإنترنت                                              | .br | .sg                                                                  |
| المنطقة الزمنية                                           | | ت ع م+08:00، توقيت سنغافورة المنسق ‏                                  |

## منظمات دولية مشتركة
يشترك البلدان في عضوية مجموعة من المنظمات الدولية، منها:
| علم المنظمة | اسم المنظمة                        | تاريخ انضمام البرازيل | تاريخ انضمام سنغافورة |
| ----------- | ---------------------------------- | --------------------- | --------------------- |
|             | الاتحاد البريدي العالمي            | ?                     | ?                     |
|             | يونسكو                             | 4 نوفمبر 1946         | 8 أكتوبر 2007         |
|             | البنك الدولي للإنشاء والتعمير      | 14 يناير 1946         | 3 أغسطس 1966          |
|             | منظمة التجارة العالمية             | ?                     | ?                     |
|             | وكالة ضمان الاستثمار متعدد الأطراف | 7 يناير 1993          | 24 فبراير 1998        |
|             | الاتحاد الدولي للاتصالات           | 4 يوليو 1877          | 22 أكتوبر 1965        |
|             | منظمة الشرطة الجنائية الدولية      | ?                     | ?                     |
|             | مؤسسة التمويل الدولية              | 31 ديسمبر 1956        | 4 سبتمبر 1968         |
|             | الأمم المتحدة                      | 24 أكتوبر 1945        | 21 سبتمبر 1965        |
|             | مؤسسة التنمية الدولية              | 15 مارس 1963          | 27 سبتمبر 2002        |
|             | منظمة حظر الأسلحة الكيميائية       | ?                     | ?                     |

## وصلات خارجية
- موقع وزارة الخارجية البرازيلية
- موقع وزارة الخارجية السنغافورية